# Le Retour du croisé
Pour plus de détails, voir Fiche technique et Distribution.
Le Retour du croisé est un film muet français réalisé par Louis Feuillade, sorti en 1908. Il a été tourné dans la Cité de Carcassonne. 